# Centro Sportivo Alagoano
El Centro Sportivo Alagoano, o CSA (anomenat de vegades Alagoano pels no brasilers), és un equip de futbol del Brasil de la ciutat de Maceió a Alagoas, fundat el 7 de setembre del 1913.

## Palmarès

### Torneigs nacionals
- Campionat alagoano (37): 1928, 1929, 1933, 1935, 1936, 1941, 1942, 1944, 1949, 1952, 1955, 1956, 1957, 1958, 1960, 1963, 1965, 1965, 1966, 1967, 1971, 1974, 1975, 1980, 1981, 1982, 1984, 1985, 1988, 1990, 1991, 1994, 1996, 1997, 1998, 1999 i 2008.

- Subcampió de la Segona divisió brasilera el 1980, 1982 i 1983.

### Torneigs internacionals
- Subcampió de la Copa CONMEBOL el 1999.